# Nivôse (1912)
Nivôse (Q63) – francuski oceaniczny okręt podwodny z czasów I wojny światowej i okresu międzywojennego, trzecia zamówiona jednostka typu Brumaire. Została zwodowana 6 stycznia 1912 roku w stoczni Arsenal de Cherbourg, a do służby w Marine nationale weszła w 1913 roku. Jednostka została skreślona z listy floty w 1921 roku.

## Projekt i budowa
„Nivôse” zamówiony został na podstawie programu rozbudowy floty francuskiej z 1906 roku. Jednostkę zaprojektował inż. Maxime Laubeuf, lekko modyfikując swój poprzedni projekt (Pluviôse) poprzez zastąpienie napędu parowego licencyjnymi silnikami Diesla MAN, znacznie bardziej niezawodnymi od francuskich modeli.
„Nivôse” zbudowany został w Arsenale w Cherbourgu. Stępkę okrętu położono w 1906 roku, a zwodowany został 6 stycznia 1912 roku. Nazwa nawiązywała do czwartego miesiąca we francuskim kalendarzu rewolucyjnym.

## Dane taktyczno–techniczne

Wnętrze bliźniaczego okrętu „Montgolfier” (przed 1919 r.)

„Nivôse” był średniej wielkości oceanicznym okrętem podwodnym o konstrukcji dwukadłubowej. Długość całkowita wynosiła 52,1 metra, szerokość 5,14 metra i zanurzenie 3,1 metra. Wyporność w położeniu nawodnym wynosiła 397 ton, a w zanurzeniu 551 ton. Okręt napędzany był na powierzchni przez dwa 6-cylindrowe, czterosuwowe silniki Diesla MAN (wyprodukowane na licencji we Francji) o łącznej mocy 840 koni mechanicznych (KM). Napęd podwodny zapewniały dwa silniki elektryczne o łącznej mocy 660 KM. Dwuśrubowy układ napędowy pozwalał osiągnąć prędkość 13 węzłów na powierzchni i 8,8 węzła w zanurzeniu. Zasięg wynosił 1700 Mm przy prędkości 10 węzłów w położeniu nawodnym oraz 84 Mm przy prędkości 5 węzłów pod wodą. Dopuszczalna głębokość zanurzenia wynosiła 40 metrów.
Okręt wyposażony był w siedem wyrzutni torped kalibru 450 mm: jedną wewnętrzną na dziobie, cztery zewnętrzne systemu Drzewieckiego oraz dwie zewnętrzne po obu stronach kiosku, z łącznym zapasem 8 torped model 1904. W 1916 roku na okręcie zamontowano działo pokładowe kal. 47 mm M1902 L/50 lub kal. 75 mm M1897 L/35. Załoga okrętu składała się z 29 oficerów, podoficerów i marynarzy.

## Przebieg służby
„Nivôse” został wcielony do służby w Marine nationale w 1913 roku. Jednostka otrzymała numer taktyczny Q63. „Nivôse” podczas wojny pełnił służbę na wodach Morza Śródziemnego. Okręt został skreślony z listy floty w 1921 roku.